# 彼得羅·馬萊蒂
彼得罗·马莱蒂（義大利語：Pietro Maletti，1880年5月24日—1940年12月9日），意大利军官。最高军衔为陆军少将。
出生在伦巴第大区曼托瓦省的卡斯蒂廖内德莱斯蒂维耶雷。1898年加入意大利皇家军队，1904年进入摩德纳军事学院学习。1909年升中尉，1914年升上尉。
马莱蒂先后参加过第一次世界大战和第二次意大利埃塞俄比亚战争。意大利吞并埃塞俄比亚后，留在意属东非。1938年提升为少将。1939年，成为意大利第28步兵师的指挥官。
1940年6月，意大利向英法宣战，法国陷落并向轴心国投降。此时，英国殖民地埃及成为意大利的焦点。马莱蒂来到北非，在利比亚临时组建了由机械化步兵和坦克组成的“马莱蒂组织”。9月，他率此部队入侵埃及。12月，英军发动的名为“罗盘行动”的反击，他在此战中阵亡。